# Scrivener
O Scrivener é um processador de texto e software de escrita para autores iniciantes e profissionais. Criado por Keith Blount da empresa Literature & Latte, o Scrivener dispõe de um sistema de manuseamento de documentos, notas e metadata. Isto permite ao utilizador organizar notas, conceitos, pesquisa e documentos inteiros para um fácil acesso e referência a imagens, PDF, áudio, vídeo, páginas web, etc. O Scrivener oferece modelos para roteiros, romances, contos e outros textos de ficção e não-ficção. Após a escrita do texto, o utilizador pode exportar o trabalho para formatação final num dos processadores standard, como Microsoft Word ou LibreOffice Writer.
É um software pago (em regime de pagamento único para que se obtenha uma licença que será inserida dentro do programa), ainda que possa ser usado por 30 dias (que não contam como seguidos - só contam os dias em que usar o programa) sem perda do trabalho elaborado durante o período de experimentação.

## Características
O programa inclui um modo de quadro de cortiça, permite rearranjar ficheiros por arrastar e largar no mesmo quadro, um modo de delineador detalhado, um modo de tela espelhada (o que permite comparar ou trabalhar em vários ficheiros ao mesmo tempo), um modo em tela cheia, a opção de exportar texto para diversos formatos (incluindo populares como EPUB e Mobipocket para Kindle, e linguagens web-based como Fountain, HTML e MultiMarkdown).
Permite também assimilar múltiplas palavras-chave e outros tipos de metadata em partes do texto à escolha do utilizador e classicá-los por personagens, lugares, temas, linhas narrativas, etc. Além disto, ainda suporta hyperlinks entre textos e "snapshots" (que resultam em guardar uma cópia de um determinado texto ou documento antes de qualquer mudança drástica na organização do projecto) e também backups automáticos.
O Scrivener permite adicionar ao projecto, para facilidade do utilizador, vários tipos de ficheiros como fotos, vídeos, links e URL's, para consulta rápida na sua interface. Por estas características especiais, o programa é considerado não apenas um editor de texto mas mais do que isso, uma ferramenta de gestão de projectos para escritores. Inclui ainda outras interfaces que são muitas vezes comparadas ao Xcode, a ferramenta IDE (ambiente de desenvolvimento integrado) da Apple. Um certo programador informático uma vez comentou e classificou o Scrivener como "um IDE para a escrita".
Outro dos trunfos do programa é a alta capacidade de customização. Pode até levar algum tempo, existir a chamada "curva de aprendizagem", mas assim que o utilizador se sinta familiarizado com o software pode criar o seu próprio "ambiente cómodo", alterando até temas e imagens a gosto. O fórum da empresa-mãe Literature & Latte mantém alguns temas criados por utilizadores experimentados. Além disso, uma breve pesquisa permite buscar outros.

## Plataformas
O criador e impulsionador do Scrivener, Keith Blount, começou com o objectivo de conseguir um programa que o ajudasse a escrever o "grande romance", fazendo com que ele conseguisse manter ordem nas suas ideias e pesquisas.
O programa é distribuído maioritariamente em edições baixáveis e instaláveis desde a versão X "Tiger" do MacOs. Em 2011, foi a vez do Windows. Uma versão de 32 bits foi lançada, escrita e mantida por Lee Powell.

### iOS
Scrivener para iOS (iPhone e iPad) foi lançado em 20 Julho de 2016. A versão mais atualizada é a 1.2.4 e requer o iOS 12 ou superior.

### Linux
Não existe um lançamento oficial para ambiente Linux; existe apenas uma versão beta pública disponível no fórum da empresa que mantém o programa. Essa versão não tem sido atualizada, mas ainda pode ser usada por utilizadores Linux. Outra possibilidade é correr o programa através da Wine. Apaixonados pelo programa, alguns utilizadores compilaram uma versão Appimage do Scrivener, perfeitamente instalável em boa parte das distribuições Linux. O destaque vai para a versão multi-línguas, que pode ser descarregada de forma gratuita com suporte para vários dicionários, entre as quais o português europeu e o português do Brasil.

### Macintosh
A versão mais recente do Scrivener para MacOS é a 3.4.0, que requer o macOs High Sierra (v10.13) ou superior. O Scrivener pode ser obtido pela Mac App Store, mas como essa loja só pode ser usada desde o OS X 10.6.6 ou mais recente, utilizadores de alguma versão OS mais antiga devem comprar o Scrivener directamente do site do desenvolvedor.

### Windows
A última versão estável do Scrivener para Windows é 3.1.5.1. Esta atualização exige uma "versão de 64 bits do Windows 10 ou superior, com NET Framework 4.6.2+ e uma resolução de exibição mínima de 1024x768px" de acordo com o site da Literature & Latte. No entanto, utilizadores com máquinas mais antigas (versões x86 de 32 bits) podem descarregar e instalar versões Legacy do programa, igualmente funcionais. Aqueles que compraram o Scrivener 1 depois de 20 de Novembro de 2017 (inclusive) são qualificados para uma atualização gratuita. Aqueles que compraram o Scrivener 1 antes dessa data têm direito a um desconto de 49%.